# Head Music
Head Music är den brittiska gruppen Suedes fjärde studioalbum, utgivet den 3 maj 1999.

## Låtlista
1. "Electricity" (Anderson/Codling/Oakes) - 4:39
2. "Savoir Faire" (Anderson) - 4:37
3. "Can't Get Enough" (Anderson/Codling) - 3:58
4. "Everything Will Flow" (Anderson/Oakes) - 4:41
5. "Down" (Anderson/Oakes) - 6:12
6. "She's in Fashion" (Anderson/Codling) - 4:53
7. "Asbestos" (Anderson/Codling) - 5:17
8. "Head Music" (Anderson) - 3:23
9. "Elephant Man" (Codling) - 3:06
10. "Hi-Fi" (Anderson) - 5:09
11. "Indian Strings" (Anderson) - 4:21
12. "He's Gone" (Anderson/Codling) - 5:35
13. "Crack in the Union Jack" (Anderson) - 1:56